# Louis Vasquez
Louis Nicolas Vasquez (* 11. April 1987 in Corsicana, Texas) ist ein ehemaliger US-amerikanischer American-Football-Spieler auf der Position des Guard. Mit den Denver Broncos gewann er den Super Bowl 50.

## Frühe Jahre
Vasquez ist mexikanischer Abstammung. Er besuchte zunächst die Highschool in seiner Geburtsstadt Corsicana, Texas. Danach ging er auf die Texas Tech University, wo er zwischen 2005 und 2008 für das Collegefootballteam als Offensive Tackle und als Guard auflief.

## NFL
Vasquez wurde im NFL-Draft 2009 in der dritten Runde an 78. Stelle von den San Diego Chargers ausgewählt. Schon in seiner ersten Profisaison avancierte er zum Startspieler auf der Position des rechten Guards. Er blieb bis zum Ender der Saison 2012 bei den Chargers.
Am 12. März 2013 unterschrieb Vasquez einen Vier-Jahres-Vertrag bei den Denver Broncos. Nachdem er auch hier direkt zum startenden rechten Guard in die 2013er Saison gegangen war, erreichte er mit den Broncos den Super Bowl XLVIII, welcher jedoch mit 43:8 gegen die Seattle Seahawks verloren wurde. In dieser Saison wurde er außerdem in den Pro Bowl gewählt. Zwei Saisons später erreichte er erneut mit den Broncos den Super Bowl (Super Bowl 50), welcher mit 24:10 gegen die Carolina Panthers gewonnen wurde.
Am 8. März 2016 wurde Vasquez von den Broncos entlassen.